# Eduard Fries (Botaniker)
Franz Eduard Fries (* 14. Januar 1811 in Grünstadt, Erstes Kaiserreich; † 7. März 1879 in Sissach) war ein Schweizer Landarzt und Botaniker. Er gilt als «Erforscher des Baselbiets».

## Leben und Wirken
Fries war der Sohn des Gutsbesitzers und Friedensrichters Christian Ernst Fries (1778–1857) und der Caroline Haffner (1779–1838). Er hatte zwölf Geschwister, von denen fünf im Säuglingsalter starben. Er heiratete 1841 seine Grünstadter Cousine Caroline Matthiae (1815–1879), Tochter des Rektors Friedrich Christian Matthiae (auch Matthiä) und der Anna Christina Fries. Ihre drei Söhne erhielten revolutionäre «Taufpaten» und wurden mit zweitem Vornamen Kosciusko, Kossuth und Sidney getauft.
Fries studierte Rechtswissenschaften in Erlangen und Heidelberg. Mit seinem Vetter Ernst August Matthiae nahm er 1833 am Frankfurter Wachensturm teil. Wegen Hochverrats wurden sie zu lebenslänglichem Zuchthaus verurteilt. Am 10. Januar 1837 gelang ihnen, Wilhelm Obermüller und drei weiteren Mithäftlingen die Flucht aus der Konstablerwache, dank der Mitwirkung des «Gefangenenwärterknechts» Johann Geiger. Sie wurden in das Schwarze Buch der Bundeszentralbehörde eingetragen, wo Fries die Nummer «469» erhielt. Sein Steckbrief beschreibt ihn: 24 Jahre alt, 5 Schuh, 10 Zoll rhein. groß, hellbraune Haaren, blaue Augen, blonde Augenbrauen, spitze und kleine Nase, gewöhnlicher Mund, hohe Stirn, blonder Bart, breites Kinn, in der Mitte gespalten, blaße Gesichtsfarbe, schlanke Statur. Besondere Kennzeichen: Kniee einwärts gebogen. Es wurde ein «Preis von Fünfhundert Reichsthalern für die Habhaftmachung oder Entdeckung eines jeden dieser Sieben Flüchtlinge» zugesichert.
In der Schweiz studierte Fries Medizin in Zürich und Bern. Im Jahr 1839 erhielt er das Bürgerrecht in Schottikon. Nach der Promotion sowie Prüfung durch die basellandschaftliche Sanitätskommission eröffnete er 1840 eine Landpraxis in Reinach. Im folgenden Jahr übersiedelte er mit seiner Ehefrau nach Sissach, da nach der Kantonstrennung Ärztemangel herrschte. Als basellandschaftlicher Sanitätsrat und Militärarzt widmete er sich nebenberuflich der Botanik. Mit dem Arzt und Landrat Johann Jakob Baader hatte er sich für den Neubau eines Spitals in Liestal eingesetzt. Sein Vetter Matthiae wurde Arzt und Komponist in Wülflingen.
Den Weg zu Krankenbesuchen und einen Teil seiner Freizeit nutzte Fries zum Sammeln von Pflanzen. Von 1861 bis 1879 fasste er seine Feldbeobachtungen im Manuskript «Flora Raurica» zusammen, das mit Nachträgen etwa 600 engbeschriebene Seiten umfasst. Es wird mit dem Hauptteil seines Herbars im Museum.BL aufbewahrt. Ein besonderer Schwerpunkt seiner Tätigkeit waren die Wildrosen. Die beschriebenen Vorkommen von Rosa majalis, Rosa villosa, Rosa stylosa und Rosa agrestis im Baselbiet sind 150 Jahre später verloren. Ergänzt wird seine Sammlung durch Herbarbögen der Söhne Eduard Sidney und Oskar sowie dessen Tochter Anna Fries.
Fritz Heinis bezeichnet Fries als «begeisterten, unermüdlichen und kenntnisreichen Floristen», der die Durchforschung des Baselbiets und des Nordjuras weitgehend gefördert habe. In Anerkennung der Verdienste Fries’ um die Schweizer Rosenforschung benannte Robert Keller 1931 einen Rosenbastard Rosa spinosissima x R. eglanteria L. var. Friesiana R. Keller.

## Familie
Fries’ Vater war 1831 Ersatzkandidat für der dritten Wahlperiode für den fünften Landtag der bayerischen Kammer der Abgeordneten. Sein Bruder Peter gehörte 1849 als Justizminister der fünfköpfigen Provisorischen Regierung der Rheinpfalz an, sein Bruder Christian war Arzt in Grünstadt und 1848 bei der Gründung des Volksvereins und im folgenden Jahr im Kantonsausschuss zur Verteidigung der Reichsverfassung engagiert. Eine der Schwestern, Ernestine Augustine, hatte den Anwalt Carl Alexander Spatz geheiratet, er vertrat 1848/49 den Wahlkreis Frankenthal-Grünstadt-Mutterstadt in der Frankfurter Nationalversammlung. Zwei Vettern aus der Familie Ilgen sassen 1849 ebenfalls im Kantonsausschuss. Zur näheren Verwandtschaft gehört auch der Chemiker Carl Glaser.
Fries’ Schwiegervater galt als «Aristokratenfeind», seine Grossväter Johann Casimir Fries und Georg Friedrich Christian Haffner waren Leiningen-Westerburgische Beamte. Letzterer galt als «Patriotenverfolger» und war mit einer Cousine zweiten Grades von Johann Wolfgang von Goethe verheiratet.

## Belege
1. 1 2 3 4 5  Rudolf H. Böttcher: Peter Fries - Goethes Verwandte machen Revolution in der Pfalz. In: Die Familienbande der pfälzischen Revolution 1848/1849. Ein Beitrag zur Sozialgeschichte einer bürgerlichen Revolution. Sonderheft des Vereins für Pfälzisch-Rheinische Familienkunde. Band 14. Heft 6. Ludwigshafen am Rhein 1999, S. 289f, 261, 286ff.
2. ↑  Steckbrief des «Peinlich Verhör-Amts» vom 15. Februar 1837. In: Frankfurter Ober-Postamts-Zeitung. Beilage Nr. 52 vom 20. Februar 1837.
3. ↑  Kaspar Birkhäuser: Franz Eduard Fries. In: Das Personenlexikon des Kantons Basel-Landschaft. Liestal 1997.
4. ↑  Fritz Heinis: Franz Eduard Fries (1811–1879). Ein Erforscher des Baselbiets. S. 21.
5. ↑  Örni Akeret: Das Herbar im Museum.BL – wechselvolle Geschichte einer regional bedeutenden Sammlung. In: Bauhinia. 22 (2010), S. 84–85 (zobodat.at [PDF]).
6. ↑  Fritz Heinis: Franz Eduard Fries (1811–1879). Ein Erforscher des Baselbiets. S. 34.
7. ↑  Fritz Heinis: Franz Eduard Fries (1811–1879). Ein Erforscher des Baselbiets. S. 12.
8. ↑  Rudolf H. Böttcher: Liberale und Demokraten in Frankenthal. In: Die Familienbande … S. 282.

| Personendaten    | Personendaten                            |
| ---------------- | ---------------------------------------- |
| NAME             | Fries, Eduard                            |
| ALTERNATIVNAMEN  | Fries, Franz Eduard (vollständiger Name) |
| KURZBESCHREIBUNG | Schweizer Landarzt und Botaniker         |
| GEBURTSDATUM     | 14. Januar 1811                          |
| GEBURTSORT       | Grünstadt, Erstes Kaiserreich            |
| STERBEDATUM      | 7. März 1879                             |
| STERBEORT        | Sissach, Schweiz                         |